# Yewa-Norte
Yewa Norte (formalmente Egbado Norte) é uma Área de Governo Local no oeste do estado de Ogun, Nigéria na fronteira com a República do Benim. Sua sede fica na cidade de Aiyetoro (ou Ayetoro) 7° 14′ 00″ N, 3° 02′ 00″ L no Nordeste da Área. Possui uma área de 2.087 km² e uma população de 183,844 no censo de 2006. O código postal da área é 111.
Aiyetoro foi estabelecida em torno de 1813 e é uma das cidades fundadoras do estado de Ogun, em meados da década de 1970. Abriga uma das melhores escolas secundárias na velha Região Oeste, a Escola Secundária Abrangente, Aiyetoro, que atualmente se insere na Yewa Norte. A cidade também tem uma instituição de ensino superior, Olabisi Onabanjo University (Aiyetoro), que deverá ser atualizada para uma Universidade de Agricultura completa.